# Констанція I (королева Сицилії)
Констанція (італ. Costanza d'Altavilla; 2 листопада 1154 — 27 листопада 1198) — дочка Рожера II, короля Сицилії, з династії Отвілів, дружина імператора Генріха VI, що принесла йому в посаг права на Сицилійське королівство, мати імператора Фрідріха II. Королева Італії з 1186 року, королева Німеччини з 1190 року, імператриця Священної Римської імперії з 1191 року. Королева Сицилійського королівства з 1194 року.

## Життєпис

### Ранні роки
Була наймолодшою, посмертною дочкою Рожера II, короля Сицилії, і його третьої дружини Беатриси Ретельської. Її старші брати Рожер III Апулійський, Танкред, князь Барійський, і Альфонсо, князь Капуанський і герцог Неаполя, померли до її народження. Ще один її брат Вільгельм I Злий і його син Вільгельм II Добрий послідовно змінювали один одного на троні Сицилії. Несподівана смерть Генріха Капуанського, молодшого брата Вільгельма II Доброго і, відповідно, небожа Констанції, зробила 1171 року Констанцію потенційною спадкоємицею Сицилійського королівства в разі, якщо її єдиний живий небіж Вільгельм II не залишить дітей.
Взимку 1183—1184 років посли імператора Фрідріха I Барбаросси прибули до Палермо просити руки Констанції для Генріха, старшого сина Фрідріха I. Останній бажав цього шлюбу для зміцнення своїх позицій в Італії, а Вільгельм II Добрий потребував союзу з імперією, оскільки готувався до вторгнення до Візантії. Влітку 1184 року Вільгельм II Добрий дав згоду на шлюб Констанції і Генріха Гогенштауфена. У серпні 1185 року Констанція відбула з Палермо до Салерно, а 28 серпня 1185 року була зустрінута в Рієті послами імператора. Перед від'їздом Констанції з королівства Вільгельм II Добрий скликав в Трої своїх найбільших васалів і змусив їх присягнути Констанції як можливій спадкоємиці престолу.

### Королева Італії і імператриця
27 січня 1186 року Генріх Гогенштауфен і Констанція були повінчані в Мілані, в базиліці Святого Амвросія, а потім короновані патріархом Аквілеї як король і королева Італії. Ці дії було вчинено без згоди папи римського Аквілейським патріархом поза межами своїм дієцезії, викликала протест папи Урбана III. Боротьба між гвельфами і гібеллінами знову загострилася, в жовтні 1187 року папа римський був готовий відлучити чоловіка Констанції від церкви. Але звістка про взяття султаном Салах ад-Діном Єрусалиму тимчасово примирила супротивників, і на заклик Урбана III Фрідріх I став готуватися до хрестового походу, під час якого, ще не діставшись Святої землі він трагічно загинув 10 червня 1190 року.
Генріх VI перейшов Альпи в січні 1190 року і, отримавши підтримку ломбардських міст і пізанського флоту, прибув до Риму на коронацію, оскільки на той момент дістав звістку про загибель батька. 15 квітня 1191 Генріх VI і Констанція були короновані попапою римським Целестином III.

### Боротьба за Сицилію
18 листопада 1189 король Сицилії Вільгельм II Добрий помер, не залишивши дітей і не вказавши на можливого наступника. Найближчою спадкоємицею короля була Констанція. Але її кандидатуру підтримав лише Волтер Мілль, архієпископ Палермо. Більшість сицилійських баронів і сановників відкинули кандидатуру Констанції через її чоловіка-німця. У січні 1190 року в Палермо було короновано Танкреда Лечче, незаконнонародженого сина Рожера III Апулійського, брата Констанції.
Генріх VI і Констанція не визнали Танкреда I королем і 29 квітня 1191 року війська імперії вдерлися на територію Сицилійського королівства. Барони Південної Італії, перейшли на бік імператора. Жителі континентальної столиці королівства — Салерно, не чекаючи приходу німецької армії, письмово запевнили імператора у своїй лояльності і запросили Констанцію провести літо у них в місті.
Проте наступ Генріха VI зупинився після тривалої облоги Неаполя, яка виявилася невдалою. Імператорська армія потерпала від епідемії, і 24 серпня 1191 року Генріх VI зняв облогу з Неаполя і відступив на північ. При відступі чоловік Констанції залишив залоги в найважливіших містах Кампанії, зокрема в Салерно, де перебувала Констанція. При звістці про відступ Генріха VI жителі Салерно негайно ж стали на бік Танкреда I, захопили Констанцію в полон і відправили її на Сицилію до короля.
Полон Констанції дав можливість Танкреду вступити в переговори з папою Целестином III, який весь цей час таємно підтримував противників імператора в Німеччині. Навесні 1192 року в Гравина між Танкредом і папою був підписаний договір, за яким папа, номінальний сюзерен Сицилійського королівства, визнав Танкреда законним королем. Відповідно до угоди, Танкред передавав Констанцію папі, який хотів вести свою дипломатичну гру з Генріхом VI, і імператриця в супроводі двох кардиналів була відправлена в Рим. Але під час подорожі по Кампанії Констанція була звільнена німецькими лицарями і вирушила до Німеччини.
Протягом 1192—1193 років чоловік Констанції був зайнятий боротьбою з родом Вельфів в Німеччині. У серпні 1194 року Генріх VI на чолі армії і Марквард Анвайлерський на чолі об'єднаного пізансько-генуезького флоту виступили проти Сицилійського королівства. До цього часу король Танкред I помер, а його вдова Сибілла, що правила від імені малолітнього Вільгельма III, не змогла організувати опор ворожій армії.
До кінця жовтня 1194 року континентальна частина королівства схилилася перед Генріхом VI, німецька армія перетнула Мессинську протоку. 20 листопада 1194 року Палермо капітулювало перед Генріхом VI, потім Сибілла від імені сина відмовилася від сицилійської корони, і 25 грудня 1194 Генріх VI був коронований в соборі Палермо як король Сицилії. Констанція не брала участі в кампанії 1194 року і навіть не була присутня на коронації. Весь цей час вона, щоб уникнути будь-яких труднощів повільно рухалася на південь Італії, оскільки була вагітна первістком, якого народила в Єзі (поблизу Анкони).
Констанція не втручалася в управління своїм королівством і навіть не була коронована. Натомість її чоловік стратив, кинув в темниці або вислав до Німеччини більшість прихильників Танкреда I і замінив їх німецькими баронами.

### Королева Сицилії
Після раптової смерті Генріха VI 28 вересня 1197 року стає повновладною королевою Сицилії. Вона оточила себе сіцілійськими радниками, звільнивши німецьких сподвижників свого чоловіка. Королева відповіла відмовою на пропозицію гібелінів відправити до Німеччини її сина Фрідріха для боротьби за імператорський трон.
У травні 1198 року Констанція I коронувала свого 3-річного сина в Палермо як короля Сицилії, продемонструвавши своє небажання втручатися в боротьбу Гогенштауфенів і Вельфів за владу в імперії. Напередодні своєї смерті Констанція письмово довірила опікунство над своїм сином і правління королівством під час малолітства сина папі римському Інокентію III.
Констанція I померла 27 листопада 1198 року і похована в Порфировому саркофазі в соборі Палермо.